# Оман на летних Олимпийских играх 2004
Оман принимал участие в Летних Олимпийских играх 2004 года в Афинах (Греция) в шестой раз за свою историю, но не завоевал ни одной медали. 
Двое оманских спортсменов соревновались в беге и стендовой стрельбе. Также в делегацию входили представители оманского Национального олимпийского комитета.
Оманский флаг на церемонии открытия игр нёс спринтер Хамуд Абдулла Аль Далхами.

## Результаты соревнований

### Лёгкая атлетика
Мужчины
| Спортсмен          | Соревнование | Предварительный раунд | Предварительный раунд | Четвертьфинал | Четвертьфинал | Полуфинал | Полуфинал | Финал     | Финал     |
| Спортсмен          | Соревнование | Результат             | Место                 | Результат     | Место         | Результат | Место     | Результат | Место     |
| ------------------ | ------------ | --------------------- | --------------------- | ------------- | ------------- | --------- | --------- | --------- | --------- |
| Хамуд аль-Дальхами | 200 м        | 21.82                 | 7                     | Не прошёл     | Не прошёл     | Не прошёл | Не прошёл | Не прошёл | Не прошёл |

### Стрельба
Мужчины
| Спортсмен        | Соревнование | Квалификация | Квалификация | Финал     | Финал     |
| Спортсмен        | Соревнование | Результат    | Место        | Результат | Место     |
| ---------------- | ------------ | ------------ | ------------ | --------- | --------- |
| Салим Аль-Насири | Дубль-трап   | 125          | 21           | Не прошёл | Не прошёл |

## Оман на Паралимпийских играх 2004 года
В тот же год Оман участвовал в Летних Паралимпийских играх, страну представляли два пауэрлифтера, медалей они не завоевали.